# Casaforte di San Didero
Risalente al Basso Medioevo (probabile la datazione tra XIII e XIV secolo), la casaforte di San Didero è al centro del piccolo abitato in valle di Susa ed era un tempo dominio di diverse famiglie nobili della zona della media Valle di Susa, tra cui i Bertrandi di San Giorio e Chianocco e i Grosso di Bruzolo. È uno dei pochi castelli in val di Susa oggi di proprietà pubblica (nello specifico, appartiene al Comune di San Didero) ed è attualmente in corso di restauro per la realizzazione di un bed and breakfast.

## Struttura architettonica

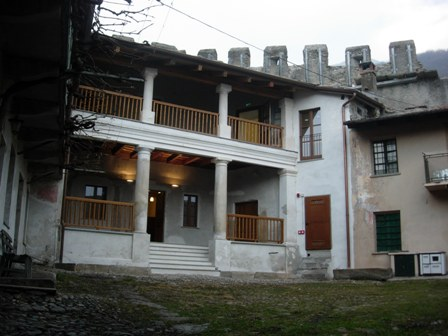
L'edificio di ingresso alla casaforte di San Didero con la caratteristica lobia affacciata sulla corte d'onore

Il complesso si trova al centro dell'abitato, lungo una caratteristica strada lastricata in pietra. La casaforte si affaccia su un cortile circondato da mura a forma di poligono irregolare; doveva costituire l'antica corte della casa fortificata e al di sotto di esso si conserva ancora un'antica cisterna. Le mura lato strada mantengono alcune merlature e feritoie originali.
La casaforte vera e propria riprende le semplici caratteristiche costruttive tipiche di alcuni edifici medioevali di questa zona della Valle, come ad esempio la casaforte di San Giorio o la torre del Parlamento di Susa. Aveva probabilmente funzioni miste, di tipo signorile, militare ed agricolo.
È costituita da un dongione di quattro piani posto sull'angolo nord-ovest del complesso, le cui facciate interne sono state inglobate dagli edifici costruiti all'interno della corte. Rimangono originali i prospetti che affacciano sull'esterno, verso le vigne, lati ovest e in parte nord. Il dongione è affiancato da una casa con loggiato (lobia), risalente probabilmente al XVII secolo e che ne costituisce il punto di ingresso dalla corte d'onore
Durante i restauri sono state trovate sui muri del loggiato alcune antiche scritte, risalenti probabilmente al Medio Evo.